# Алиса у земљи чуда (албум)
Алиса у земљи чуда је први студијски албум српске певачице Марине Висковић. Албум је објављен 26. фебруара 2013. године за City Records.

## Списак песама
| №               | Назив                     | Аутор(и)                                           | Трајање |  |
| 1.              | Алиса у земљи чуда        | В. Билановић (т) · М. Перуничић, Н. Арежина (м, а) | 3:51    |  |
| 2.              | Суперхерој                | М. Туцаковић (т) · А. Милић (м, а)                 | 3:07    |  |
| 3.              | Погрешан рај              | М. Туцаковић (т) · М. Перуничић, Н. Арежина (м, а) | 3:50    |  |
| 4.              | Ноћ без емоција           | М. Туцаковић (т) · А. Милић (м, а)                 | 4:24    |  |
| 5.              | Шта ти вреди              | Ј. Трифуновић (т) · Б. Васић (м, а)                | 3:46    |  |
| 6.              | Ја сам ништа кад те волим | Д. Баша, С. Милошевић (т, м) · Д. Абадић (а)       | 3:55    |  |
| 7.              | Воли ме                   | Ј. Трифуновић (т) · А. Милутиновић (м, а)          | 3:29    |  |
| 8.              | Литар крви                | Д. Брајовић Браја (т, м) · Д. Абадић (а)           | 3:56    |  |
| 9.              | Без душе                  | Д. Брајовић Браја (т, м) · Д. Абадић (а)           | 3:50    |  |
| 10.             | Нећу без тебе             | П. Меденица (т, м) · Е. Маврић (а)                 | 3:38    |  |
| 11.             | Где си ти                 | П. Меденица (т, м) · Е. Маврић (а)                 | 4:06    |  |
| 12.             | Где сам грешила           | М. Крстић (т) · Д. Брзић (м) · А. Милутиновић (а)  | 3:32    |  |
| Укупно трајање: | Укупно трајање:           | Укупно трајање:                                    | 45:24   |  |